# Saint-Antoine (Alvernia-Rodano-Alpi)
Saint-Antoine è un comune francese di 124 abitanti situato nel dipartimento del Cantal nella regione dell'Alvernia-Rodano-Alpi.

## Società

### Evoluzione demografica
Abitanti censiti